# Jiří Mužík
Jiří Mužík (ur. 1 września 1976 w Pilźnie) – czeski lekkoatleta, płotkarz.

## Sukcesy
- 8. miejsce podczas Mistrzostw Świata w Lekkoatletyce (bieg na 400 m przez płotki, Ateny 1997)
- 4. miejsce na Młodzieżowych Mistrzostwach Europy w Lekkoatletyce (bieg na 400 m przez płotki, Turku 1997)
- srebrny medal Młodzieżowych Mistrzostw Europy w Lekkoatletyce (sztafeta 4 x 400 m, Turku 1997)
- 7. miejsce podczas Mistrzostw Europy w Lekkoatletyce (bieg na 400 m przez płotki, Budapeszt 1998)
- 7. miejsce podczas Mistrzostw Europy w Lekkoatletyce (sztafeta 4 x 400 m, Budapeszt 1998)
- złoty medal Halowych Mistrzostw Europy w Lekkoatletyce (sztafeta 4 x 400 m, Gandawa 2000)
- 7. miejsce na Mistrzostwach Świata w Lekkoatletyce (bieg na 400 m przez płotki, Edmonton 2001)
- 5. miejsce podczas Halowych Mistrzostw Europy w Lekkoatletyce (bieg na 400 m, Wiedeń 2002)
- srebrny medal Mistrzostw Europy w Lekkoatletyce (Bieg na 400 m przez płotki, Monachium 2002)
- 4. miejsce na Mistrzostwach Europy w Lekkoatletyce (Sztafeta 4 x 400 m, Monachium 2002)
- 4. miejsce w Pucharze Świata w Lekkoatletyce (bieg na 400 m przez płotki, Madryt 2002)
- złoty medalista mistrzostw kraju

Mužík dwukrotnie reprezentował Czechy na Igrzyskach Olimpijskich (Sydney 2000 & Ateny 2004),  na obu imprezach odpadał w półfinałowych biegach na 400 metrów przez płotki.

## Rekordy życiowe
- bieg na 400 metrów przez płotki – 48,27 (Ateny 1997) aktualny Rekord Czech
- bieg na 400 metrów – 45,78 (1998)
- bieg na 400 metrów (hala) – 46,32 (2002)

8 czerwca 1997 w Pradze czeska sztafeta 4 x 400 metrów w składzie: Jan Podebradský, Lukáš Souček, Mužík i Jan Štejfa ustanowiła wynikiem 3:03,05 rekord kraju, który przetrwał do 2012.